# Grainet
Grainet település Németországban, azon belül Bajorországban. Lakosainak száma 2478 fő (2023. december 31.). Grainet Neureichenau, Jandelsbrunn, Waldkirchen, Freyung és Hinterschmiding községekkel határos.

## Népesség
A település népessége az elmúlt években az alábbi módon változott:
| Lakosok száma | 555  | 558  | 693  | 1856 | 2112 | 2398 | 2391 | 2419 | 2464 | 2478 |
|               | 1875 | 1900 | 1950 | 1970 | 1987 | 2013 | 2015 | 2017 | 2021 | 2023 |